# 大口町立大口北小学校
大口町立大口北小学校（おおぐちちょうりつ おおぐちきたしょうがっこう）は、愛知県丹羽郡大口町にある小学校。
旧校地（大口町城屋敷）はかつての小口城の域内であったと伝わる 。旧校舎などに耐震強度の不足があるとされたことから、旧大口北部中学校（2008年に大口町立大口中学校へ統合）の跡地に残る既設の校舎などについて耐震改修を含めた増改築などを行ない、2010年（平成22年）に本校を移転した。

## 沿革
- 1907年（明治40年）4月30日 - 大口第二尋常高等小学校開校。
- 1941年（昭和16年）4月1日 - 大口村大口北国民学校と改称。
- 1947年（昭和22年）4月1日 - 大口村立大口北小学校と改称。
- 1962年（昭和37年）4月1日 - 大口町立大口北小学校と改称。
- 1976年（昭和51年）4月3日 - 大口町立大口西小学校を分離。
- 2010年（平成22年）4月 - 現在地へ移転。

## 通学区域
- 外坪1丁目～5丁目、河北1丁目～3丁目、仲沖1丁目～2丁目、二ツ屋1丁目～2丁目、上小口1丁目～3丁目、萩島1丁目～2丁目、大字小口字金三西、上山伏、中小口1丁目～5丁目、城屋敷2丁目、大字小口字下之段、下山伏、城屋敷、地蔵堂、定光寺、西野合、馬場、丸ノ内、宮之前、山中、新宮1丁目～2丁目、下小口1丁目～7丁目[5]

## 進学先中学校
- 大口町立大口中学校